# 棠河酒
棠河酒是河南省西平县、上蔡县、确山县出产的一种白酒，当地政府于1970年中代后期开始整合当地酒坊，改革开放后的1984年正式成立西平县龙凤山酒厂，后数度改制、易名。产品原称“龙凤酒”，1994年注册棠河商标后所有产品改称棠河酒。棠河酒乃用小麦、玉米、高粱、大米、糯米为原料酿成的浓香型白酒。